# Hjorttjärnarna (Norra Ny socken, Värmland, 671241-135958)
Hjorttjärnarna är en sjö i Torsby kommun i Värmland och ingår i Göta älvs huvudavrinningsområde.